# Jaciment arqueològic d'Irikaitz
El jaciment arqueològic d'Irikaitz (Zestoa, Guipúscoa, Euskadi) és un jaciment amb una seqüència que inclou el Paleolític inferior i el superior. Junt amb el jaciment de Lezetxiki mostra ocupacions del Paleolític inferior en posició primària, úniques de tot el País Basc.
Irikaitz és un jaciment a l'aire lliure d'una superfície d'unes 8 ha. El va descobrir el grup Antxieta Arkeologi Taldea, d'Azpeitia; sota la direcció d'Arrizabalaga i Iriarte-Chiapusso s'han realitzat 15 campanyes d'excavació entre 1996 i 2013 en dos sectors: Geltoki (excavat entre 1998 i 2003) i Luebaki (a 75 m de distància excavat entre 2002-2013). La majoria de les restes arqueològiques s'han localitzat en estratigrafia, per sota de la superfície del nivell alterat per l'activitat antròpica moderna. La indústria lítica trobada en aquestes primeres intervencions semblava correspondre a una ocupació ocasional de la primera meitat del Paleolític superior. En inspeccions posteriors, s'hi trobaren artefactes lítics del Paleolític inferior en una posició primària, i restes del gravetià amb un cert grau d'alteració.
Com que és un jaciment únic, per les seues condicions a l'aire lliure, els treballs de datació han estat complicats. Les llançades amb Luminescència Òpticament Estimulada (OSL) en donaren dues datacions: c.240 ca per als nivells del Paleolític inferior i de c.25 ca per als nivells del gravetià.Irikaitz és un espai de gran riquesa arqueològica: en destaquen les coves d'art rupestre d'Ekain, Astigarraga, Danbolinzulo, Erlaitz i Astui-gaina, situades al mateix territori geogràfic que Irikaitz, a les localitats de Zestoa i Deba, així com Praileaitz, Sustraixa o Agarre, també amb art rupestre, que se situen en poblacions veïnes, i complementant l'entorn una gran quantitat de jaciments que mostren la gran abundància de jaciments prehistòrics d'interés.

## Situació geogràfica

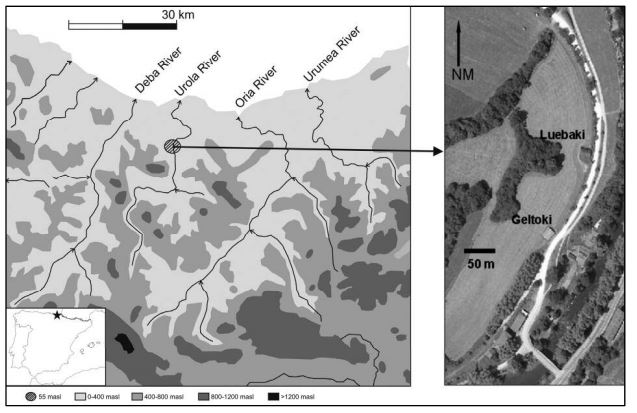
Localització geogràfica de Irikaitz i de Geltoki i Luebaki

El jaciment d'Irikaitz és a la vora del riu Urola, entre el balneari de Zestoa i el pont de Lauiturri. El jaciment arqueològic es troba al vessant intern d'un meandre del riu, sobre un dipòsit de palastres (nivell VI), a 14 m sobre el nivell del riu, a uns 7 km de la costa i a 55 m sobre el nivell de la mar. El jaciment és molt a prop del nucli urbà de Zestoa (Guipúscoa).

## Història
El nom d'Irikaitz és una deformació oral del topònim Idikaitz. Les circumstàncies que envolten el descobriment del jaciment feren obrir-hi un vall per inserir-hi una canalització d'aigua. Els membres del Grup Antxieta Arkeologi Taldea de Azpeita (Guipúscoa) l'any 1996 hi realitzaren una comprovació estratigràfica.
De seguida es recuperaren diverses restes d'indústria lítica prehistòriques en superfície i sobre el perfil de la rasa oberta. Es comunicà la troballa a l'antropòleg i arqueòleg Jesús Altuna del Departament de Prehistòria de la Societat de Ciències Aranzadi, que va encarregar una sèrie de prospeccions perimetrals per delimitar l'extensió del jaciment.
Durant les primeres intervencions, les restes lítiques apuntaven cap a una ocupació en campaments ocasionals en la primera part del Paleolític superior i més tard eines lítiques característiques del Paleolític inferior.
El juliol de 2001 el jaciment arqueològic de Irikaitz va ser qualificat amb la màxima protecció jurídica i urbanística pel Govern Basc i l'Ajuntament de Zestoa, per la imminent remodelació del camp de futbol que va posar en risc la conservació del jaciment.

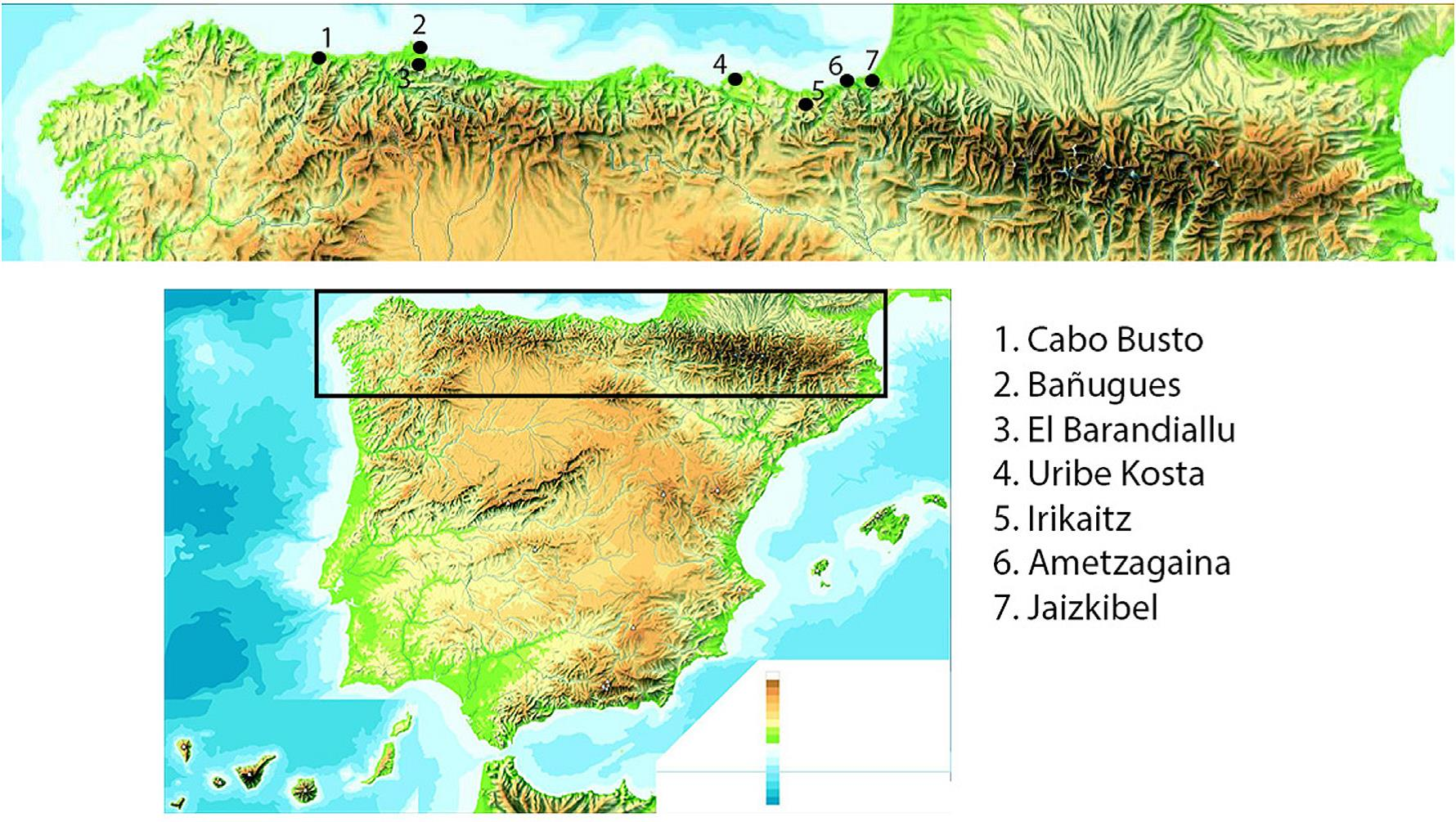
Ubicació d'Irikaitz en el context arqueològic de la zona

### Geltoki i Luebaki
Des de 1998 fins al 2013 s'han dut a terme 15 campanyes d'excavació dirigides per Alvaro Arrizabalaga. S'hi excavaren dos sectors: Geltoki i Luebaki.
A Geltoki hi ha diferenciats dos cicles estratigràfics. L'inferior està compost per paquets d'argiles amb 3,5 m de potència i una superfície superior irregular que compon els nivells VI i VII; sols el primer conté indústria. El cicle superior també està constituït per paquets argilencs, amb un espessor d'1,60 i 1,80 m, que inclou del nivell I al V. S'hi han trobat 600 elements lítics, i en destaquen els nivells IV i V per la densitat en objectes i en situació primària.
A l'àrea Luebaki s'obriren 2 m2 d'excavació: se'n recuperaren més de 800 restes lítiques adscrites al gravetià i Paleolític inferior.
Els mostreigs palinològic, antracològic i micromorfològic suggereixen una ocupació en un moment interglaciar, Riss-Würm o anterior.

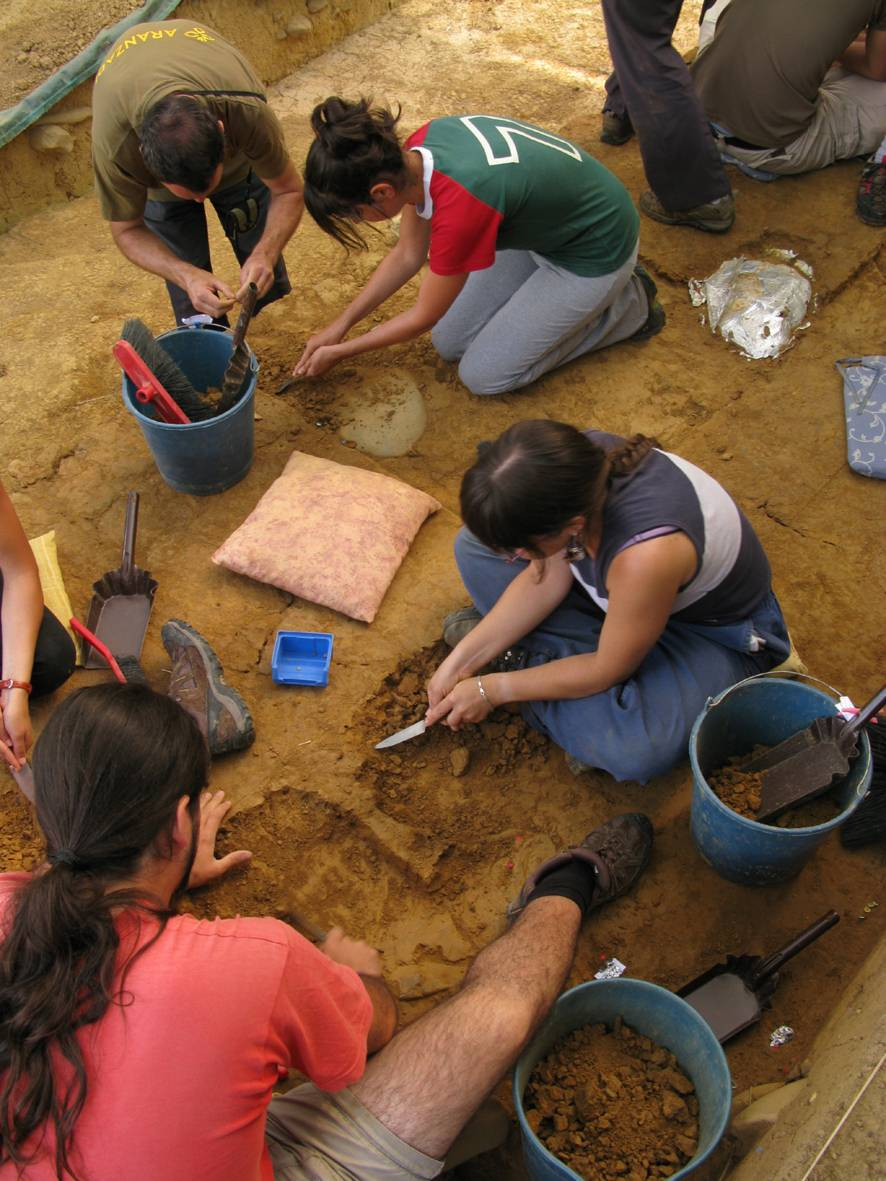
Excavacions d'Irikaitz l'any 2011

### Distribució de materials nivell IV i V del sector Geltoki
La selecció i modificació de matèria primera es caracteritza per l'oportunisme i la disponibilitat de les roques en l'entorn, situades a no més de 3 km del jaciment, moltes arrossegades per l'Urola de la part superior de la vall. Les restes fetes sobre gres n'inclouen el 69,2 i 28,3% respectivament, limonites i nòduls ferruginosos un 14,2% i 25,5%, basalts 1,5 i 8%. Com a element litològic que no s'ha citat en estudis prehistòrics, apareix la vulcanita en quantitats significatives, un 5 i 6%, també treballada en forma de nuclis i altre tipus d'eines.
De materials importats, hi apareix pedra foguera en un 6,5% i 3,4% i quarsita en 2% i 6,7%, respectivament.
En les restes tallades de Geltoki hi ha una sobrerepresentació de nuclis, matrius i suports massius amb extraccions o de percussors. Les troballes no retocades formen el 70% de la sèrie, mentre que els suports retocats el 30% restant. Aquests inclouen grans ascles amb tall transversal, denticulats senzills, els abruptes transversals o els grans bisells en díedre. Només s'hi ha recuperat un bifaç fins al moment. En el nivell III s'ha recuperat l'únic nucli d'aprofitament centrípet.

### Rellevància del jaciment
Irikaitz és un jaciment caracteritzat per les bones condicions de conservació dels materials. Com que és, però, un dipòsit a l'aire lliure, els vessaments fluvials i altres agressions climàtiques han impossibilitat la conservació de restes òssies.
Sembla un jaciment de caràcter primari, perquè els objectes no s'han trobat en posició derivada, com en altres enclavaments arqueològics del Paleolític inferior a la resta d'Euskadi. La distribució del registre lític no concorda amb una organització relacionada amb la formació d'una terrassa fluvial, tampoc presenta una orientació preferencial sobre l'eix major de la peça, que pot observar-se en estructures amb moviment de vessant.

### El penjoll trobat a Irikaitz que podria ser un esmolet
Durant la campanya d'excavació del 2010 s'hi trobà un penjoll del Paleolític superior, que potser correspon a la cultura gravetiana.

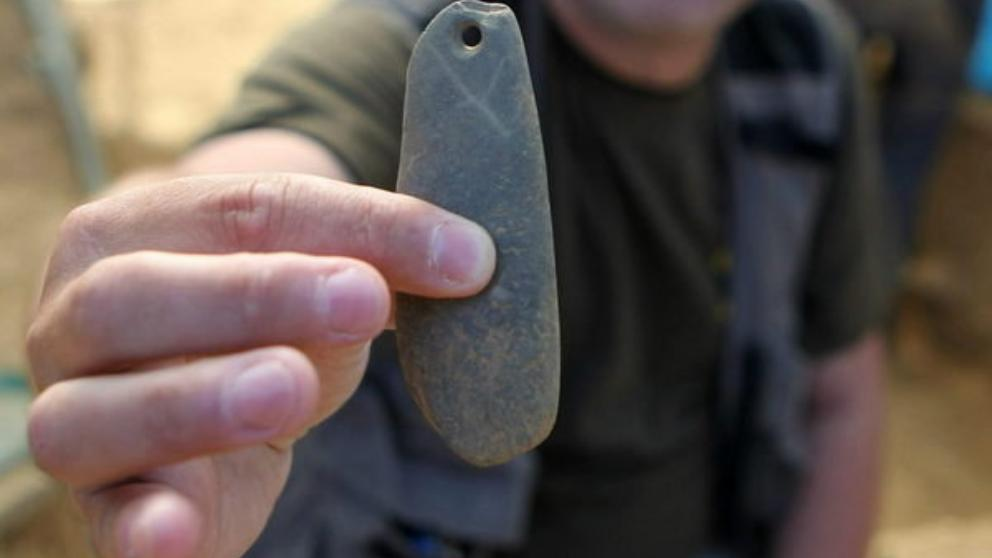
L'arqueòleg Alvaro Arizabalaga mostra el penjoll del Paleolític superior trobat al jaciment d'Irikaitz

És un palet de lutita de si fa no fa 10 cm, perforat en un extrem. A causa de les marques de fus en un extrem, es pensa que pogué utilitzar-se per a esmolar eines lítiques més que no d'adorn.

### Paleolític inferior a Euskadi
La recerca del Paleolític inferior a Euskadi ha resultat problemàtica sobretot per la manca d'actuacions arqueològiques sistemàtiques dedicades a aquest període. La principal problemàtica n'és la contextualització de la indústria lítica d'alguns jaciments bascs, problema que també afecta altres territoris peninsulars. Aquesta indústria pertany al període cronocultural de l'aparició de les indústries mosterianes o manera tècnica 3. És difícil, però, diferenciar els marcs cronoculturals de l'acheulià final i el mosterià antic.
A partir de la dècada dels 1990 es descobriren molts materials del Paleolític inferior a la conca d'Iruña (Navarra), l'embassament d'Urrunaga (Àlaba) i en l'altiplà d'Urbasa (Navarra). L'inconvenient que presentaven és que es localitzaren sense context estratigràfic, i no apareixien elements d'indústria lítica diagnosticats.
El jaciment d'Irikaitz en el context de primer poblament del Paleolític inferior d'Euskadi, proporciona una rica informació. S'han pogut definir algunes característiques d'aquest període que no es coneixien en aquesta àrea fins a finals de la dècada del 1990. Les evidències d'Irikaitz apunten a un poblat d'Homo heidelbergensis, homínids del plistocé mitjà anteriors als neandertals i que també s'han trobat al veí jaciment de Lezetxiki.

## Geologia
L'entorn geològic de la zona de la conca bascocantàbrica destaca per la presència de materials ignis cretacis, que també apareixen entre els murs del jaciment d'Irikaitz. L'activitat volcànica registrada en el sediment deixa mostres de materials basàltics de pillow lava o tubular i petites vulcanites associades a dipòsits epiclàstics i piroclàstics. Les datacions micropaleontològiques fetes en aquests sediments permeten classificar les vulcanites en una edat entre l'albià superior i el santonià. Segons les datacions per potassi-argó, l'edat en pot variar entre els 104 i 83 Ma, la qual cosa coincideix amb els resultats obtinguts amb les datacions micropaleontològiques.

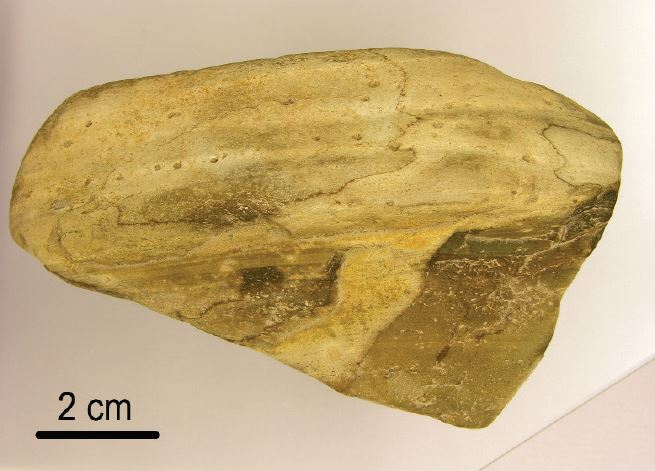
Còdol de vulcanita recollit a la plana al·luvial del riu Urola

### Sediment
Des del punt de vista estratigràfic, Irikaitz és un repte, perquè hi ha capes interposades verticals contínues entre els nivells, en les interfícies i sovint a les parts més fondes de cada unitat. A Irikaitz apareixen fenòmens que rares vegades assoleixen tal intensitat o extensió en un ambient de cova, com la presència d'arrels, l'activitat d'animals excavadors, les escletxes causades per l'argila que s'asseca i la lixiviació causada per la pluja, que produeixen moviments verticals del sediment i restes més petites. La barreja sedimentària de les unitats n'adultera el caràcter original i dificulta la descripció de la geomorfologia dels cicles i processos que han format el dipòsit.
De 1998 a 2003, l'excavació es feu en el primer sector (Geltoki). Amb una superfície de 48 m2 se'n poden diferenciar estratigràficament dos cicles sedimentaris:
- Cicle inferior (Nivell – VI-VII): aquest cicle és format per grossos paquets d'argila que poden arribar a 3,5 m de potència. Sembla que aquest cicle es recolza directament sobre la roca mare i mostra na superfície de planta circular o el·líptica, amb un radi de diversos metres i més de 0,5 m de fondària. En aquest cicle s'ha trobat material lític.
- Cicle superior (Nivell – I al V): igual que el cicle inferior, en aquest n'hi ha paquets d'argila, amb un espessor de 1,60 i 1,80 m, però sense presència de material arqueològic. S'assenta en un terreny irregular omplint les depressions del nivell IV fins a mostrar una estratigrafia amb una inclinació més semblant a la del vessant d'Irikaitz.

Les següents excavacions fetes del 2004 al 2013 foren a l'àrea de Luebaki. Aquest sondeig es pot dividir en dues fases:
- En la primera fase s'excavaren només 2 m2; a partir del nivell I es va trobar un dipòsit d'alta densitat, és a dir, amb molta indústria lítica.
- En una segona fase s'excavà el nivell II i III, i se'n recuperaren 800 restes lítiques en sols 40 cm de profunditat.

Tant en el nivell II com en el III, els trets de l'estratigrafia tenen una cronologia del gravetià (Nivell – II) i del Paleolític inferior (Nivell – III).

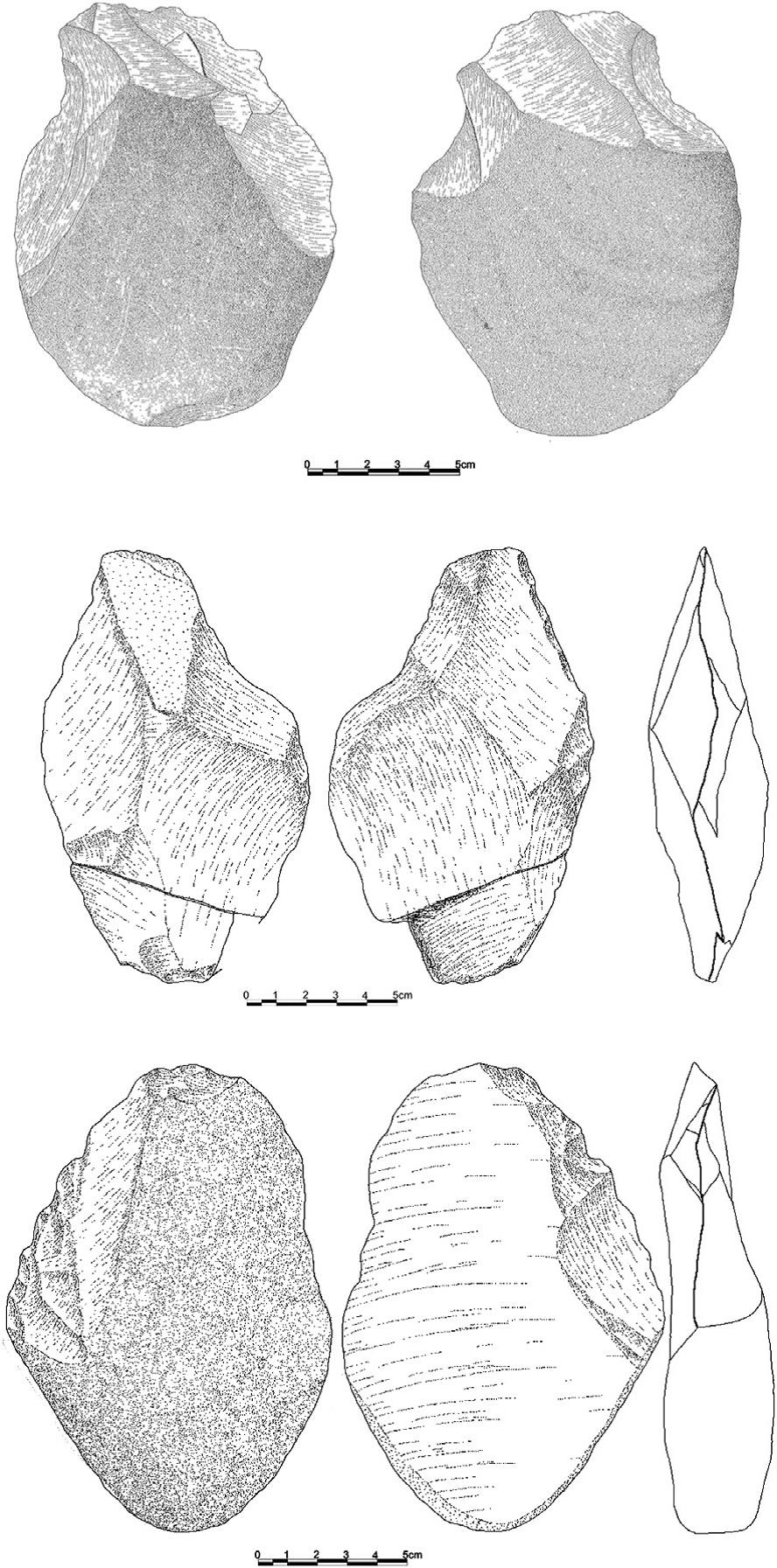
La indústria lítica d'Irikaitz

## Paleobotànica i palinologia
Al jaciment d'Irikaitz s'ha efectuat una aproximació paleobotànica amb elevada presència de carbons i mostreig palinològic. En l'anàlisi antracològica s'estudiaren 684 carbons procedents dels nivells II, III, IV i V d'Irikaitz. La fusta identificada corresponia a un mínim de 17 tàxons: Acer, Alnus glutinosa, bedoll, carpí, Cornus avellana, faig, fràgula, freixe, lleguminoses, pollancre, Quercus Quercus, Quercus castanea, rosàcies (Pomoideae, Prunus), salze i om.
Un dels tàxons que s'han trobat amb major abundància és el Quercus Quercus, que es trobà en tots els nivells però en una menor proporció en el nivell més superficial. Aquest tàxon inclou tots els Quercus de fulla caducifòlia i marcescent que hui creixen a Euskadi (roure albar, pedunculat, pubescent, roure petit, roure martinenc). El Corylus avellana també es troba en la major part de la seqüència del jaciment i té una major representació en els nivells més antics (nivell IV). Els carbons corresponents a Alnus glutinosa (vern) apareixen en tota la seqüència però en major nombre en el Nivell II.
L'anàlisi palinològica del nivell V de l'estratigrafia d'Irikaitz (Paleolític inferior) mostra una interessant diversitat arbòria (Carpinus, Alnus, Quercus, Frangula, Corylus). Hi destaquen plantes com ericàcies que abasten arbres i arbusts, i les poàcies, plantes herbàcies, rarament llenyoses. També a Irikaitz hi havia tàxons relacionats amb la ribera del riu com ranunculàcies i ciperàcies.
Als estrats d'Irikaitz aparegueren espores de falgueres polipodiàcies i Filicales monoletes.

### Palinologia
Les hipòtesis establertes consideraven que es tracta d'un període interglaciar; se'n dubtava entre el darrer (MIS5 - Riss-Würn) i el penúltim (MIS7- Holsteinià) període interglaciar. Amb els resultats de les darreres datacions fetes per luminescència (OSL), se sap que el període n'és el MIS7 - Holsteinià.
Tot sembla indicar que es tracta d'un dipòsit de caràcter primari en què els objectes no es troben en posició derivada, situació poc habitual per als jaciments del Paleolític inferior a Euskadi i en tota la península.